# Isla Tio Camilo
Isla Tio Camilo är en ö i Mexiko. Den ligger i delstaten Tamaulipas, i den östra delen av landet. Arean är 0,16 kvadratkilometer.